# Payitaht: Abdülhamid
Payitaht: Abdülhamid (en anglais : The Last Emperor) est une série télévisée révisionniste turque, produite par Serdar Akar et Doğan Ümit Karaca.
Elle représente la lutte du 34e Sultan Abdülhamid II contre les ennemis de l'Empire ottoman.
Alex Ritman et Mia Galuppo de The Hollywood Reporter l’ont décrit comme un « suivi » de la série télévisée précédente Filinta.

## Synopsis
La série fait suite à des événements importants qui ont marqué les 13 dernières années du règne du sultan Abdülhamid II. Il comprend une guerre qui a abouti à la victoire de l'Empire ottoman, la Guerre gréco-turque (1897). Il montre également la demande de terres de la Palestine par les juifs et le 1er Congrès sioniste. Un autre projet important que le sultan a réussi est le travail du Chemin de fer du Hedjaz. Le thème principal de la série est la lutte, une lutte jusqu’à la fin du dernier souverain qui a eu le pouvoir absolu sur l'empire.

## Distribution

### Acteurs principaux
- Bülent İnal : Abdülhamid II

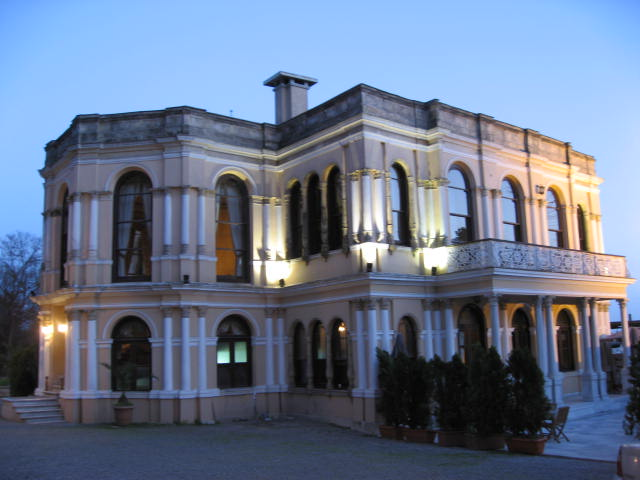
Le Palais de Yıldız lieu de gouvernance d'Abdülhamid II.

- Bahadir Yenişehiroglu : Hasan Tahsin Pacha
- Özlem Conker : Bidar Kadın
- Selen Öztürk : Seniha Sultan
- Saygın Soysal : Theodor Herzl
- Hakan Boyav : Mahmud Paşha
- Can Sipahi : Şehzade Mehmed Abdülkadir
- Duygu Gürcan : Naime Sultan
- Kaan Turgut : Sultanzade Sabahaddin
- Elif Özkul : Fehime Sultan
- Gözde Kaya : Hatice Sultan
- Ali Nuri Türkoğlu : Emmanuel Carasso
- Yusuf Aytekin : Söğutlü Osman

### Acteurs récurrents
- Eren Hacısalihoğlu : Kemalattin Paşa
- Zeynep Özder : Fatma Pesend Hanım
- ilker kızmaz : Şehzade Mehmed Selim
- Gürkan Uygun : Halil Halid
- Umut Kurt : Kolağası Celal
- Ezgi Eyüboğlu : Melike (Ahsen)
- Akın Akınözü : Ömer
- İbrahim Kendirci : Yusuf
- Berkan Şal : Hiram
- Emre Kentmenoğlu : Samir
- Elena Viunova : Sara Hedeya
- Kevork Malikyan : Alexander Parvus
- Suavi Eren : Edmond de Rothschild
- Başak Daşman : Shivenaz (Lila)
- Hakan Yufkacıgil : Fuat Efendi
- Sedef Avci : Zeynep
- Güven Kıraç : Arminius Vambery
- Cem Uçan : Ahmet Celalettin Paşa
- Devrim Yakut : Cemile Sultan
- Sermet Yeşil : Zalman David Levontin
- Volkan Keskin : Murat Efendi (Meyyit Efendi)
- Shakir Guler : Davis Grun
- Aydin Sığalı : Osman Pacha
- ??? : Huseyin Pacha
- Cemre Baysel : Firuze
- Buse Varol : Mislimelek (Pakize)
- Nur Fettahoğlu : Efsun Hanım

## Production
La série est écrite Osman Bodur, Uğur Uzunok et Ali Mahmoud Al Suleiman (qui ont également écrit et produit Filinta), série qui raconte la vie Abdülhamid II, cette série est l'une des séries qui ont le plus marché en Turquie.

### Tournage
La série est préparée pendant plusieurs mois et elle est tournée à Izmit.

## Saisons et épisodes
| Saison    | Jours et horaire de diffusion | Début de saison   | Fin de saison  | Nombre d'épisode | Année     | Chaîne | Audience moyenne |
| --------- | ----------------------------- | ----------------- | -------------- | ---------------- | --------- | ------ | ---------------- |
| 1. Saison | Vendredi 20.00                | 24 février 2017   | 23 juin 2017   | 17               | 2017      | TRT 1  | N/C              |
| 2. Saison | Vendredi 20.00                | 29 septembre 2017 | 8 juin 2018    | 37               | 2017-2018 | TRT 1  | N/C              |
| 3. Saison | Vendredi 20.00                | 5 octobre 2018    | 31 mai 2019    | 34               | 2018-2019 | TRT 1  | N/C              |
| 4. Saison | Vendredi 20.00                | 20 septembre 2019 | 3 juillet 2020 | 31               | 2019-2020 | TRT 1  | N/C              |
| 5. Saison | Vendredi 20.00                | 9 octobre 2020    | 4 juin 2021    | 35               | 2020-2021 | TRT 1  | N/C              |

## Accueil

### Critiques
Selon les membres du personnel de la Fondation pour la défense des démocraties, la série aurait fait la promotion d’une vision du monde antidémocratique, antisémitiste et conspirationniste. Une presse libre, la laïcité et la démocratie sont l’œuvre de puissances étrangères, de minorités religieuses et de libéraux impie, et servent finalement à éroder l’identité nationale, l’honneur et la sécurité. De tous les méchants de la série, aucun n’est plus sinistre que les Juifs. Cela est démontré par la sauvegarde des Juifs par le sultan Abdülhamid II qui ont fui la Russie en raison de la discrimination et des abus largement répandus.
Ritman et Galuppo ont déclaré que la série télévisée dépeint Abdülhamid « comme un noble leader forcé de faire ce qu’il doit pour protéger l’Empire ottoman », en contradiction avec la réputation négative en Occident pour permettre les massacres hamidiens.
Theodor Herzl, le fondateur libéral du sionisme moderne est l’un des méchants de la série qui est dépeint comme un homme si perfide que de tenir son père sans le sou prisonnier à l’insu de sa mère en raison de prétendues différences idéologiques. La série le dépeint au Premier Congrès sioniste, le montre de manière à évoquer les amants de Sion, l’intention de créer un État juif s’étendant du Nil à l’Euphrate, qui est une théorie populaire du complot antisémite, même si c’est la vérité sans doute contestée. Pendant ce temps, la pièce de monnaie pour le sultan est dépeint comme un agent secret du Vatican qui aurait travaillé pour le compte de Herzl, même si le Vatican se serait opposé à l’établissement d’Israël. Le Washington Times a noté que cette représentation était « révisionniste à l’extrême », même si la série se dit « inspiré par des événements historiques réels ».
L’anti-occidentalisme présent dans le message de la série a également été remarqué, que la production dépeint « conspirations sionistes » comme se fondre avec les complots infâmes de l’Église catholique, la franc-maçonnerie, la Grande-Bretagne ainsi que d’autres puissances occidentales, et les Jeunes-Turcs dans « un régime global ». L’émissaire du Vatican est nommé « Hiram », un nom qui est associé à la franc-maçonnerie.

### Soutiens politiques en Turquie
Le Washington Post a noté que divers acteurs de la scène politique turque semblaient approuver explicitement les messages présents dans la série.
En Turquie, la série a rencontré l’approbation d’un descendant d’Abdülhamid, qui a dit « l’histoire se répète ... ces étrangers qui s’immiscent maintenant appeler notre président un dictateur, tout comme ils appelaient Abdülhamid le « sultan rouge »,.
Le président turc Recep Tayyip Erdoğan a salué les représentations de la série à deux jours d’un référendum, en disant que « les mêmes régimes sont menées aujourd’hui de la même manière ... Ce que l’Occident nous fait est le même ; juste l’époque et les acteurs sont différents »,.Le vice-premier ministre Numan Kurtulmuş a salué la série pour « faire la lumière » sur la vie du sultan Abdulhamid d’une « manière objective », et a donné une visite personnelle à l’ensemble,. Aykan Erdemir et Oren Kessler, écrivant pour le Washington Times, ont noté que le sultan Abdülhamid a fréquemment employé les mêmes slogans d’inspiration coranique que le président Erdoğan, comprenant notamment « ils ont un plan, Dieu aussi a un plan ! ».

### Dans les Balkans
Bien que les séries turque soient très populaires dans les Balkans, Payitaht : Abdülhamid a suscité une certaine controverse dans des endroits comme le Kosovo en Serbie en raison de son message et de son révisionnisme historique.